# 科爾文

科爾文在马乌莱大区的位置

科爾文（西班牙語：Colbún），是智利的城鎮，位於該國中部馬烏萊大區的利納雷斯省，始建於1927年12月30日，面積2,899.9平方公里，海拔高度242米，2012年人口19,361人，人口密度每平方公里6.08人。
35°42′S 71°25′W / 35.700°S 71.417°W